# Porquinho-mealheiro

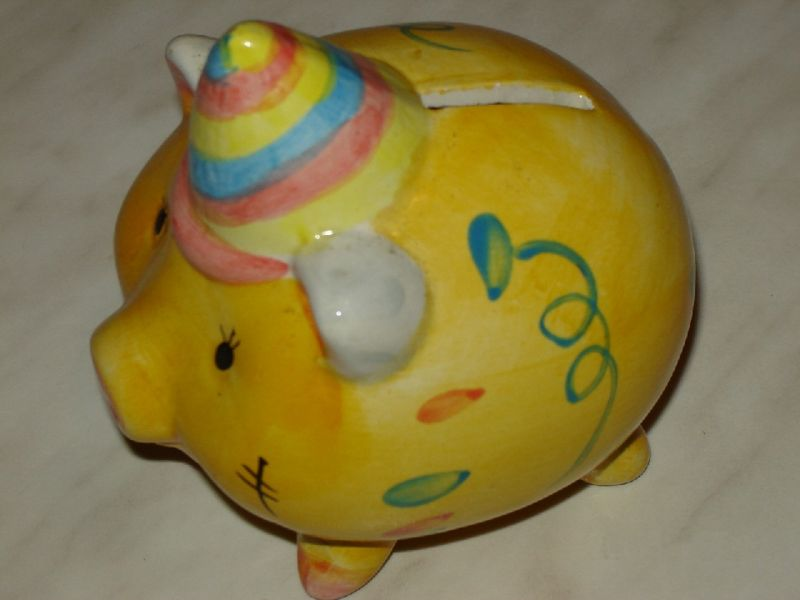
Um inusitado porquinho, aqui representado com chapéu de festa e outros acessórios

A invenção de usar o porquinho como cofre (designado vulgarmente como porquinho-mealheiro) é atribuída ao engenheiro francês Sebastian la Pestre, no século XVII. Por essa versão, Pestre teria calculado que em dez anos uma porca pode produzir seis milhões de filhotes e concluiu que esse animal representaria bem a ideia de economizar.
O porquinho-mealheiro mais clássico é representado na cor rosa, mas todas as outras cores também são comuns. Geralmente, quando cheio, o porquinho é quebrado para recuperação do dinheiro, mas hoje em dia existem versões com tampas na parte de baixo que são removíveis, ou seja, quando o poupador quiser, pode retirar suas economias. Portanto, esses tipos de porcos possuem duração vitalícia.